# Jan Frans Michel
Jan Frans (Jean François) Michel (Mechelen, 24 oktober 1697 - Brussel, 1 februari 1773) was een rechtsgeleerde uit de Zuidelijke Nederlanden, en de zoon van Martinus Ludovicus Michel, een Mechelse stadsdokter, en Joanna Maria Snyers.
Jean François, die ook een militair, kunstminnaar, natuurliefhebber, muziekliefhebber, uitgever en schrijver van boeken is, maakte een reisverslag op van een tocht naar China in opdracht van Frans Emmanuel van Ertborn, aandeelhouder bij de Pruisische Aziatische Compagnie. Hij stelde dit op in de Franse taal en voorzag het van een prachtig handschrift en een tiental waterverftekeningen (zeefauna, zichten op eilanden, het achtersteven van het schip, enz.). Het manuscript wordt nog steeds bewaard in de Koninklijke Bibliotheek van Brussel.
Tijdens een oponthoud van elf dagen in de havenstad Praia op het Kaapverdische eiland Santiago beschreef hij uitvoerig de manier van leven en het uitzicht van dit eiland.
Jan Frans Michel huwde op 2 februari 1719 te Leuven, in de Sint-Pieterskerk met Anna Catharina de Goede, afkomstig van dezelfde stad. Ze overleed hier trouwens, op 18 november 1749 en werd begraven in de Grote Ziekenhuiskerk. Zij bleven kinderloos. Hij behaalde het licentiaatsdiploma in de Rechten te Leuven op 15 december 1718 en werd advocaat in de Grote Raad door toelating op 27 juni 1720 en in het Kerkelijk Hof van de Aartsdekenij Mechelen op 1 december 1724. Op 28 november 1728 wordt hij, door patentbrieven van Zijne Majesteit, recht-raadgevend schepen aan de hoofdrechtbank van Befferen in het Land van Mechelen benoemd, evenals in het Domeinhof van hetzelfde Land hieraan geannexeerd. Op 27 juli 1729 werd dit bevestigd met een hoogste decreet door de aartshertogin Maria Elisabeth, algemene landvoogdes van de Nederlanden. Hij was ook luitenant en auditeur van het nieuwe tweede regiment, genoemd Lorreinen-Wallonië, nationale infanterie rond 26 januari 1742, een titel waarvan hij enige tijd later afstand deed. Hij was betrokken bij de onderhoudswerken van de militaire vestingwerken en gebouwen van de stad Oostende bij commissie van 28 februari 1757. Zijn laatste woonplaats was de herberg van Christophorus de Donckere in de Putterij. Deze wijk is gelegen op de plaats waar tegenwoordig het Centraal Station staat.
Jan Frans hield veel van kunst en wetenschappen, voornamelijk de teken- en schilderkunst, en de muziek. Terwijl hij luitenant en auditeur was, vertaalde hij les Ordonnances Militaires & Articles de Guerre in de Franse en Nederlandse taal ten gebruike van de Nationale Troepen van de Nederlanden en wijdde ze aan de hertog van Arenberg, kolonel van zijn regiment, en liet hen drukken in 1742 op 16 pagina's in quarto.
Zijn grootste werk schijnt in 1771 geschreven te zijn: L’Histoire de la Vie de P.P. Rubens, Chevalier, & Seigneur de Steen, illustrées d’Anecdotes, qui n’ont jamais paru au Public, & de ses tableaux étalés dans le Palais, Eglises é places publiques de l’Europe : & par la démonstrations des Estampes, existantes & rélatives à ses Ouvrages. Enrichie du portrait dudit Chevalier, gravé en taille-douce d’après son dessin, exécuté à la plume, de sa propre main à l’Age de 53 ans. Dédiée à S.A.R. Charles Alexandre, Duc de Lorraine & de Baar, Lieutenant Gouverneur & Capitaine-Général des Pays bas.
Dit werk werd gepresenteerd aan Maria Theresia van Oostenrijk door Patrice François de Neny, haar kabinetssecretaris, aan wie Michel het had opgestuurd vergezeld van een brief, in augustus 1771. Op 4 oktober verkreeg de baron eveneens een exemplaar van Michel. Op 21 maart 1771 gaf C.J. Leyniers, die schijnbaar de macht had om het boek te laten verbieden in verband met de censuur, de toelating om het in druk te geven. Nadien, op 6 april 1771, bevestigde G.J. de Limpens, raadsheer en procureur van Brabant, dat het boek geen tegen de religie, goede zeden of tegen de Staat gerichte tekst omvatte.
Jan Frans werd na zijn dood te Brussel begraven in de 
Sint-Goedelekerk.